# Dangolsheim
Dangolsheim település Franciaországban, Bas-Rhin megyében. Lakosainak száma 689 fő (2022. január 1.). Dangolsheim Mutzig, Bergbieten, Dinsheim-sur-Bruche és Soultz-les-Bains községekkel határos.

## Népesség
A település népességének változása:
| Lakosok száma | 733  | 737  | 741  | 723  | 724  | 713  | 705  | 697  | 689  |
|               | 2013 | 2015 | 2016 | 2017 | 2018 | 2019 | 2020 | 2021 | 2022 |